# Fernando Gómez (Schauspieler)
Fernando Gómez (* um 1950) ist ein spanischer Filmschauspieler und Hörspielsprecher, der in Deutschland wirkte.

## Leben
Gomez stammt aus Spanien, verkörperte aber auch Italiener. Er wurde Ende der 1960er Jahre als Schauspieler tätig. Zunächst spielte er in einer Reihe von Erotik-Filmen mit. 1976 wirkte er als „Paco Gomez“ in der Serie Freiwillige Feuerwehr. 1990 spielte er „Mauricio Ortega“ in der Serie Hotel Paradies.
Mitte der 1990er Jahre beendete er seine Filmkarriere.

## Filmographie (Auswahl)
- 1969: Salto Mortale (Fernsehserie, 2 Folgen)
- 1971: Der neue Hausfrauen-Report
- 1971: Die nackte Gräfin
- 1972: Die Auto-Nummer – Sex auf Rädern
- 1972: Das Mädchen mit der heißen Masche
- 1972: Die jungen Ausreißerinnen – Sex-Abenteuer deutscher Mädchen in aller Welt
- 1972: Hausfrauen-Report 3
- 1973: Zu Gast in unserem Land
- 1973: Was Schulmädchen verschweigen
- 1976: Freiwillige Feuerwehr (Fernsehserie, 6 Folgen)
- 1976: Tatort: Zwei Leben
- 1977: Sonderdezernat K1 (Fernsehserie, eine Folge)
- 1977: Hausfrauen: Warum gehen Frauen fremd …
- 1978: Aktenzeichen XY … ungelöst (Fernsehsendung, eine Folge)
- 1979: Nackt und heiß auf Mykonos
- 1982: Tatort: Kindergeld
- 1984: Der Millionen-Coup
- 1986: Unternehmen Köpenick (Fernsehserie, eine Folge)
- 1990: Hotel Paradies (Fernsehserie, 4 Folgen)
- 1995: Schwarz Rot Gold (Fernsehserie, eine Folge)
- 1995: Rosamunde Pilcher: Schlafender Tiger

## Hörspiele (Auswahl)
- 1975: Bernhard Pfletschinger: Am Ammersee ist Frühling (Salvatore, italienischer Arbeiter) – Regie: Peter Michel Ladiges (Original-Hörspiel – BR/SFB)
- 1978: Fritz Rudolf Fries: Der Traum des Thomas Feder (Dr. Ramón Almeida) – Regie: Horst H. Vollmer (Originalhörspiel – SDR/NDR)